# IRVIN-GQ

IRVIN-GQ (Ірвін-ГК) є компанією, що базується у Ланженіор, Уельс, Велика Британія, і займається дизайном, виробництвом і комплектуючими для парашутної техніки та засобів порятунку, а також рятівного спорядження для військових, берегової охорони і цивільних аероринків. Заводи, розташовані у Лангеніор, дають робочі місця для близько 250 людей.
Ірвін-ГК, разом з Aircraft Materials Limited та Advanced Inflatable Products of the UK, Para-Flite Inc. та Irvin Aerospace Inc. Сполучених Штатів Америки , а також Irvin Aerospace Canada Limited  Канади, формують групу компаній Airborne Systems Group, компанію, що є у стовідсотковій власності Alchemy Partners.

## Історія
Компанія Irvin Airchute Company (Аерошутна Компанія Ірвін) була заснована у місті Баффало, штат Нью-Йорк у 1919 році  Леслі Ірвіном, який першим у світі зробив парашутний стрибок з вільним падінням того року. У 1925 році  Повітряні сили Великої Британії замовили у Аерошутної Компанії Ірвін парашути для своєї команди. Вони були придбані компанією GQ Parachutes (ГК Парашути), заснованої 1932 року Джеймсом Грегорі та Реймондом Квілтером, яка з 1930х років почала грати важливу роль у розробці рятівних парашутів.
Починаючи з 1991 року компанія має також спеціалізований сервісний центр Airborne Forces Parachute Support Unit (AFPSU, Команда Сил Парашутної Підтримки Еірборн), що лагодить, підтримує і пакує всі парашути та відповідне спорядження для Парашутного Полку  Армії Великої Британії.
У грудні 2002 року компанія оголосила інвестиційну програму в об'ємі 5 мільйонів фунтів, що включає створення близько 200 робочих місць та перенесення виробничих потужностей у Великій Британії з Блекмілл у Брідженд до Ланженіору. У вересні 2006 року компанія формувала частину торгової місі до Китаю, яка опісля велася Першим Міністром Уельсу Родрі Морганом. У січні 2010 року компанія підписала контакт на суму 50 мільйонів фунтів з Міністерством Оборони Франції.

## Асоційовані компанії
У Ланженіорі разом з компанією Ірвін-ГК також є:
- Aircraft Materials Limited, компанія, що займається дизайном, розробкою та виробництвом широкої ланки систем для повітряної доставки вантажу, аеронавігаційних матеріалів, пасків для авіаційного персоналу та вантажу, а також пасків безпеки.
- Advanced Inflatable Products, виробник повітряних куль, надувних та фабрично розроблених продуктів оборонного та аерокосмічного ринків.

## Зовнішні посилання
- Офіційний вебсайт
- Search and Rescue Equipment - Airborne Systems [Архівовано 9 лютого 2008 у Wayback Machine.]
- Aerial Delivery Equipment: Cargo Parachutes: Military Parachutes [Архівовано 9 лютого 2008 у Wayback Machine.]